# Marcello Panissera di Veglio
Marcello Panissera, VII conte di Veglio, noto semplicemente come Marcello Panissera di Veglio (Torino, 8 ottobre 1830 – Roma, 6 aprile 1886), è stato un nobile e politico italiano.
Fu senatore del Regno d'Italia nella XIII legislatura.

## Biografia
Figlio del conte Francesco Panissera di Veglio e di sua moglie, la contessa Anna Giuseppina Gabriella Piossasco di Scalenghe, Marcello nacque a Torino nel 1830. Tramite la nonna paterna era discendente del duca Federico Guglielmo I di Schleswig-Holstein-Sonderburg-Beck e quindi da re Cristiano III di Danimarca.
Militare, prese parte alla guerra di Crimea. Congedatosi, divenne colonnello della Guardia nazionale di Torino. Nel 1862 divenne sindaco del comune piemontese di Bardassano (oggi soppresso), sul quale la sua famiglia vantava antichi diritti feudali, rimanendo in carica ininterrottamente sino alla sua morte.
Fu presidente dell'Accademia Albertina di Belle Arti dal 1869 nonché membro della società degli acquafortisti italiani. Concepì il monumento dedicato alla realizzazione del traforo ferroviario del Frejus; questo monumento venne inaugurato nel 1879, e si trova al centro di Piazza Statuto a Torino.
Dal 1879 divenne prefetto di palazzo al Quirinale.
Morì a Roma il 6 aprile 1886.

## Ascendenza
|                                                   |                                          |                                                    | Genitori                                              |  |  | Nonni |  |  | Bisnonni                                          |  |  | Trisnonni                                       |  |
|                                                   |                                          |                                                    |                                                       |  |  |       |  |  | Francesco Panissera di Veglio, II conte di Veglio |  |  | Giuseppe Panissera di Veglio, I conte di Veglio |  |
|                                                   |                                          |                                                    |                                                       |  |  |       |  |  | Francesco Panissera di Veglio, II conte di Veglio |  |  | Giuseppe Panissera di Veglio, I conte di Veglio |  |
|                                                   |                                          | Ottavia Cacherano                                  |                                                       |  |  |       |  |  | Francesco Panissera di Veglio, II conte di Veglio |  |  |                                                 |  |
| Luigi Panissera di Veglio, V conte di Veglio      |                                          |                                                    |                                                       |  |  |       |  |  | Francesco Panissera di Veglio, II conte di Veglio |  |  |                                                 |  |
|                                                   |                                          | Teresa Margherita Duc                              |                                                       |  |  |       |  |  |                                                   |  |  |                                                 |  |
|                                                   |                                          |                                                    |                                                       |  |  |       |  |  |                                                   |  |  |                                                 |  |
|                                                   |                                          |                                                    |                                                       |  |  |       |  |  |                                                   |  |  |                                                 |  |
| Francesco Panissera di Veglio, VI conte di Veglio |                                          |                                                    |                                                       |  |  |       |  |  |                                                   |  |  |                                                 |  |
|                                                   |                                          | Franz Joseph von Wurmbrand-Stuppach                | Leopold von Wurmbrand-Stuppach, conte di Reitenau     |  |  |       |  |  |                                                   |  |  |                                                 |  |
|                                                   |                                          | Franz Joseph von Wurmbrand-Stuppach                | Leopold von Wurmbrand-Stuppach, conte di Reitenau     |  |  |       |  |  |                                                   |  |  |                                                 |  |
|                                                   |                                          | Franz Joseph von Wurmbrand-Stuppach                | Theresia Sabina von Wildenstein                       |  |  |       |  |  |                                                   |  |  |                                                 |  |
| Amabilia von Wurmbrand-Stuppach                   |                                          | Franz Joseph von Wurmbrand-Stuppach                |                                                       |  |  |       |  |  |                                                   |  |  |                                                 |  |
|                                                   |                                          | Maria Teresa Teles da Silva Tarouca                | Emanuel Teles da Silva, conte de Silva-Tarouca        |  |  |       |  |  |                                                   |  |  |                                                 |  |
|                                                   |                                          | Maria Teresa Teles da Silva Tarouca                | Emanuel Teles da Silva, conte de Silva-Tarouca        |  |  |       |  |  |                                                   |  |  |                                                 |  |
|                                                   |                                          | Maria Teresa Teles da Silva Tarouca                | Giovanna Amalia di Schleswig-Holstein-Sonderburg-Beck |  |  |       |  |  |                                                   |  |  |                                                 |  |
| Marcello Panissera di Veglio, VII conte di Veglio |                                          | Maria Teresa Teles da Silva Tarouca                |                                                       |  |  |       |  |  |                                                   |  |  |                                                 |  |
|                                                   | Giuseppe Piossasco, V conte di Piossasco | Giovanni Battista Piossasco, IV conte di Piossasco |                                                       |  |  |       |  |  |                                                   |  |  |                                                 |  |
|                                                   | Giuseppe Piossasco, V conte di Piossasco | Giovanni Battista Piossasco, IV conte di Piossasco |                                                       |  |  |       |  |  |                                                   |  |  |                                                 |  |
|                                                   | Giuseppe Piossasco, V conte di Piossasco |                                                    |                                                       |  |  |       |  |  |                                                   |  |  |                                                 |  |
| Paolino Piossasco, VI conte di Piossasco          | Giuseppe Piossasco, V conte di Piossasco |                                                    |                                                       |  |  |       |  |  |                                                   |  |  |                                                 |  |
|                                                   |                                          |                                                    |                                                       |  |  |       |  |  |                                                   |  |  |                                                 |  |
|                                                   |                                          |                                                    |                                                       |  |  |       |  |  |                                                   |  |  |                                                 |  |
|                                                   |                                          |                                                    |                                                       |  |  |       |  |  |                                                   |  |  |                                                 |  |
| Giuseppina Piossasco                              |                                          |                                                    |                                                       |  |  |       |  |  |                                                   |  |  |                                                 |  |
|                                                   |                                          | Joseph Morand de Saint-Sulpice                     | Pierre Morand de Saint-Sulpice                        |  |  |       |  |  |                                                   |  |  |                                                 |  |
|                                                   |                                          | Joseph Morand de Saint-Sulpice                     | Pierre Morand de Saint-Sulpice                        |  |  |       |  |  |                                                   |  |  |                                                 |  |
|                                                   |                                          | Joseph Morand de Saint-Sulpice                     | Marie-Anne Favier                                     |  |  |       |  |  |                                                   |  |  |                                                 |  |
| Anne Morand de Saint-Sulpice                      |                                          | Joseph Morand de Saint-Sulpice                     |                                                       |  |  |       |  |  |                                                   |  |  |                                                 |  |
|                                                   |                                          | Clémentine Costa                                   | Alexandre Costa, marchese di Beauregard               |  |  |       |  |  |                                                   |  |  |                                                 |  |
|                                                   |                                          | Clémentine Costa                                   | Alexandre Costa, marchese di Beauregard               |  |  |       |  |  |                                                   |  |  |                                                 |  |
|                                                   |                                          | Clémentine Costa                                   | Henriette d'Auberjon                                  |  |  |       |  |  |                                                   |  |  |                                                 |  |
|                                                   |                                          | Clémentine Costa                                   |                                                       |  |  |       |  |  |                                                   |  |  |                                                 |  |